# 温德福尔 (印第安纳州)
温德福尔（Windfall）是美国印第安纳州蒂普顿县的一个镇。